# Oude Kerk (Delden)
De Oude Kerk van Delden behoort tot de Protestantse Kerk in Nederland. De kerk, die voor het eerst vermeld werd in 1118, was voor de Reformatie gewijd aan de heilige Blasius. Ter onderscheiding van de nieuwe, rooms-katholieke kerk gewijd aan deze heilige, staat deze protestantse kerk in de volksmond tegenwoordig ook wel bekend als Oude Blasius.

## Geschiedenis
In de huidige gotische drieschepige hallenkerk bevinden zich nog resten van een laat-romaanse voorganger. Het betreft hier de kolommen van een pijlerbasiliek of -pseudobasiliek uit de 12e eeuw. De imposten van de noordwestelijke vieringspijler en de muurpijler aan de westzijde van het schip alsmede opgravingen tonen aan dat deze kerk gebouwd was volgens het alternerend stelsel. Tevens bevindt zich in de oostwand van het noorderzijschip nog een (deels gereconstrueerd) romaans venster dat bij de grote restauratie van 1968 is ontdekt.
Het grootste deel van kerk stamt uit de 15e en begin 16e eeuw. Na de bouw van het zuiderzijschip volgde in 1464 de bouw van het zuiderzijkoor. Op de steunbeer op de hoek van de zuider-zijbeuk is nog een zonnewijzer uit de 15e eeuw. Aan de zuidkant van de toren is ook nog een voeg te zien waar vroeger de stadsschool was aangebouwd.

De twee westelijke traveeën van het noorderzijschip zijn jonger dan de oostelijke travee, het vroegere transept. Tegelijk met de bouw van de westelijke traveeën werd een romaanse pijler vervangen door een gotische zuil. De zandstenen toren, waarvan de bouw werd begonnen in 1516, is nooit voltooid. Een geleding met galmgaten ontbreekt daarom. De klokken hangen direct onder het torendak.
In 1583 brandden kerk en toren af, waarbij vermoedelijk enkele gewelven zijn ingestort. Na de reformatie werd de kerk in 1602 door Prins Maurits aan de protestanten toegewezen.

#### Kerkplein
Het Kerkplein is tot 1829 als begraafplaats gebruikt. Om het terrein van de kerk is een lage muur met een ijzeren hekwerk. Bij het toegangshek vanaf de Markt ligt een varkensrooster waarmee men vroeger de varkens buiten het kerkhof hield, en mogelijk ook de met bokkenpoten uitgeruste duivel.
Aan het Kerkplein staat de Oudste Pastorie uit 1854.

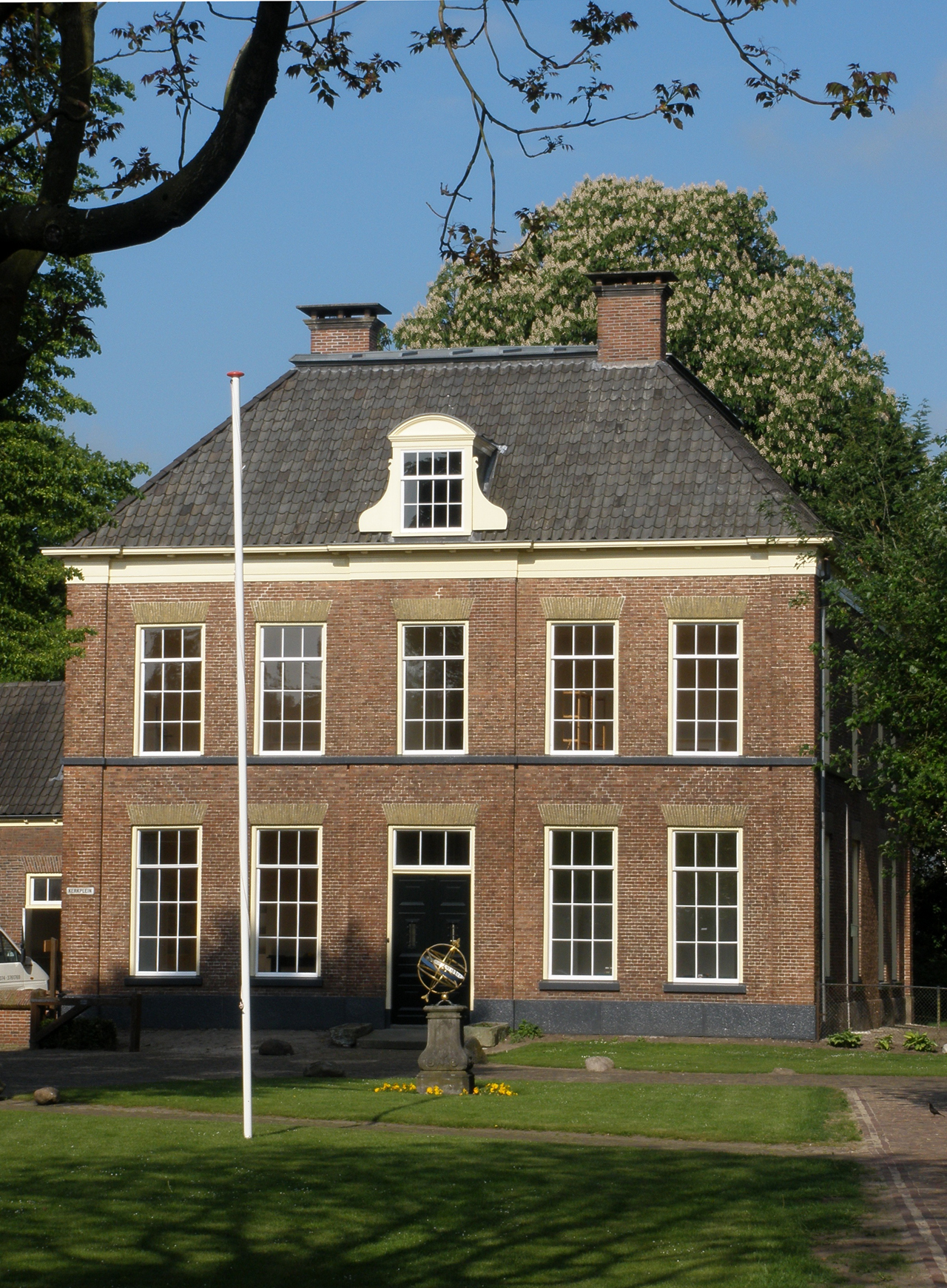
Oudste Pastorie, uit 1854

## Restauratie
In de jaren 1968-1970 is de kerk geheel gerestaureerd. De gewelven van de toreningang, het zuiderzijkoor en de oostelijke travee van het noorderzijschip werden gereconstrueerd. De oude hoofdingang van de toren werd hersteld en het dichtgemetselde raam boven de ingang weer geopend. Ook het hele interieur werd onder handen genomen.

## Interieur
In het interieur zijn nog enkele restanten van het middeleeuwse interieur te zien. In het zuiderzijkoor is een restant van een vroeger altaar aanwezig, herkenbaar aan de wijdingskruisjes. Tevens staat daar een fragment van een laatgotische sacramentstoren. In het middengewelf van de kerk zijn in de 15e eeuw secco's aangebracht. Afgebeeld is het Laatste Oordeel. Door de protestanten werden de gewelfschilderingen in de jaren 40 van de 17e eeuw met witkalk overgeschilderd, maar bij de restauratie van 1968-70 werden zij blootgelegd en gerestaureerd.
Tot de restauratie van 1968 had de kerk een bankenopstelling rond de preekstoel. Deze opstelling was hoofdzakelijk ontstaan bij de herinrichting van de kerk in 1847, toen ook het nieuwe orgel werd geplaatst. De preekstoel hing aan de noordwestelijke vieringpijler. De koren werden afgesloten door herenbanken. Bij de restauratie werd gekozen voor een lengteopstelling. De herenbanken verhuisden naar het zuiderzijschip en de zeventiende-eeuwse preekstoel naar de zuidoostelijke vieringpijler. Het 17e-eeuwse doophek werd verzaagd. Twee delen staan onder het orgel, de rest vormt een afscheiding tussen het zuiderzijkoor en het schip. In het zuiderzijschip staan van west naar oost de Bittersbank, de rentmeestersbank en de Twickelbank, waar de bewoners van Twickel en hun personeel de dienst konden bijwonen.
In het noorderzijschip staan de kostersbank, de Twickelbank uit de kerk van Lage en een bank waarin fragmenten van diverse oude kerkbanken zijn samengebracht.
In de kerk hangen twee koperen kaarsenkronen die in 1781 geschonken zijn door Sigismund van Heiden Hompesch.
In kerk en toren liggen vele zandstenen grafstenen uit de 16e tot en met 19e eeuw. Tot de twee belangrijkste grafmonumenten behoort het epitaaf van Frederik van Twickelo in de noorderkoorsluiting, gedateerd 1545. Oorspronkelijk bevond het zich in de kapel van Huis Hengelo. In de zuiderkoorsluiting bevindt zich het epitaaf van Johan van Raesfelt tot Twickelo (1604).
In de consistoriekamer zijn enkele oude fragmenten van 17e-eeuwse brandschilderingen te vinden.

## Orgel
Al in 1573 is er sprake van een schoolmeester die het orgel in de kerk diende te bespelen. Waarschijnlijk is dit orgel verloren gegaan bij de branden die Delden in 1583 en 1584 teisterden. Rond 1638 kwam er een nieuw klein viervoets orgel vermoedelijk gebouwd door Arnoldus Bader.
In de 19e eeuw was dit orgel versleten, ook vond men het te klein. Omdat de kerk geen geld had, stond de kerkenraad een deel van haar collatierecht van de oudste predikant af aan de eigenaars van Twickel die vervolgens een nieuw orgel aan de kerk schonken. Dit kerkorgel is van de hand Carl Friedrich August Naber (1797-1861) uit Deventer en stamt uit 1847. Het orgel is gerestaureerd door Flentrop in 1970 en 2002.

### Dispositie
| I Groot Manuaal C-f3 |     |      |
| Prestant             | 8′  | 1847 |
| Bourdon              | 16′ | 1847 |
| Holpijp              | 8′  | 1847 |
| Octaaf               | 4′  | 1847 |
| Roerfluit            | 4′  | 1847 |
| Piramidefluit        | 4′  | 1970 |
| Quint                | 3′  | 1847 |
| Octaaf               | 2′  | 1847 |
| Mixtuur IV-VI        |     | 1847 |
| Fagot B/D            | 16′ | 2002 |
| Trompet B/D          | 8′  | 1847 |

| II Bovenwerk C-f3 |    |      |
| Prestant          | 8′ | 1847 |
| Viola da Gamba    | 8′ | 1970 |
| Roerfluit         | 8′ | 1847 |
| Octaaf            | 4′ | 1970 |
| Fluit d′Amour     | 4′ | 1847 |
| Woudfluit         | 2′ | 1847 |
| Flageolet         | 1′ | 1970 |
| Dulciaan B/D      | 8′ | 1970 |
|                   |    |      |
| Tremulant         |    | 2006 |

| Pedaal C-d1 |     |      |
| Subbas      | 16′ | 1847 |
| Prestant    | 8′  | 1970 |
| Bazuin      | 16′ | 1970 |
| Trompet     | 8′  | 1847 |

- Koppels: Manuaalkoppeling (gehalveerd), Pedaal/Groot Manuaal, Pedaal/Boven Manuaal, twee Afsluitingen.

## Foto's interieur

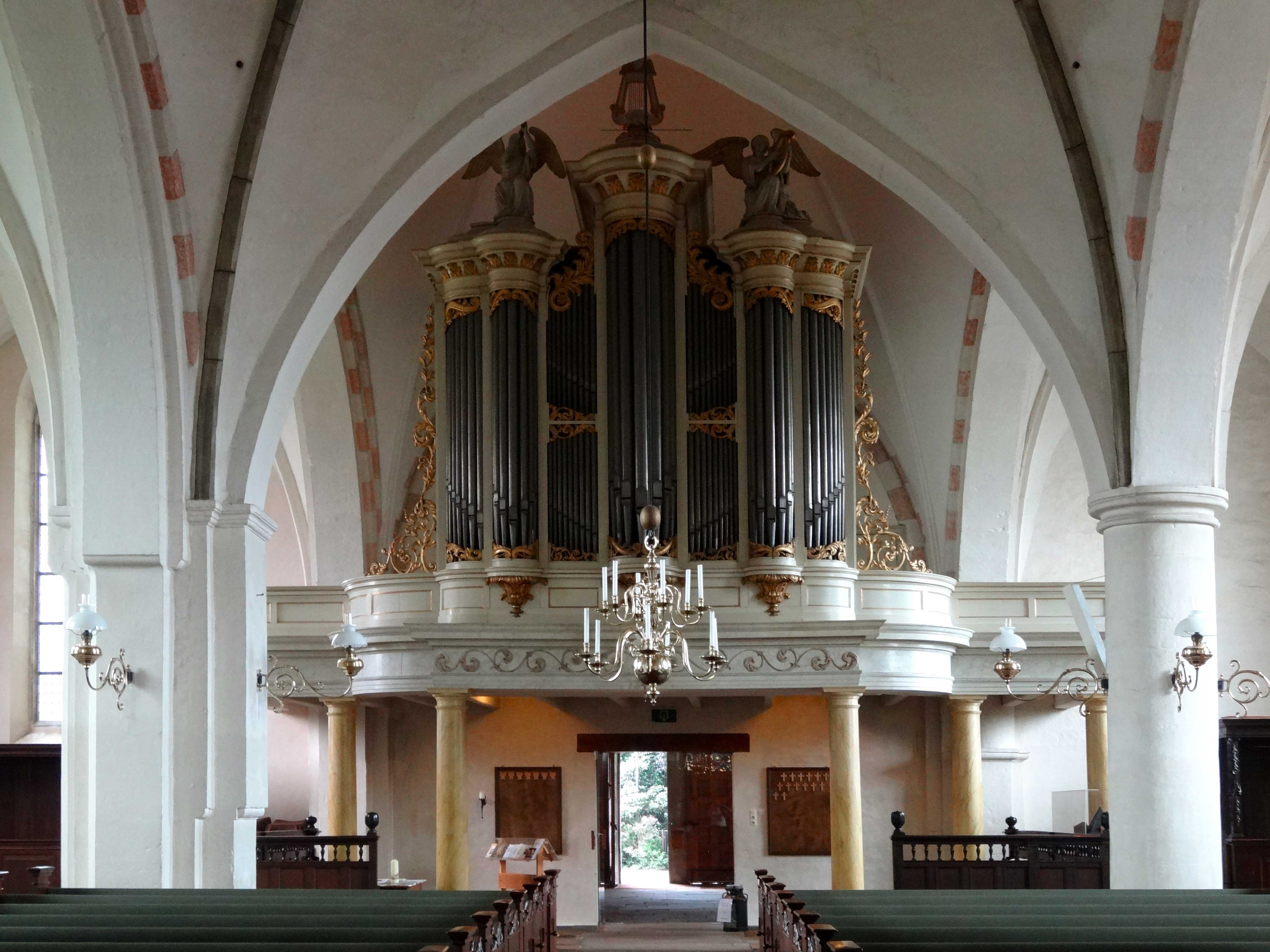
Naberorgel
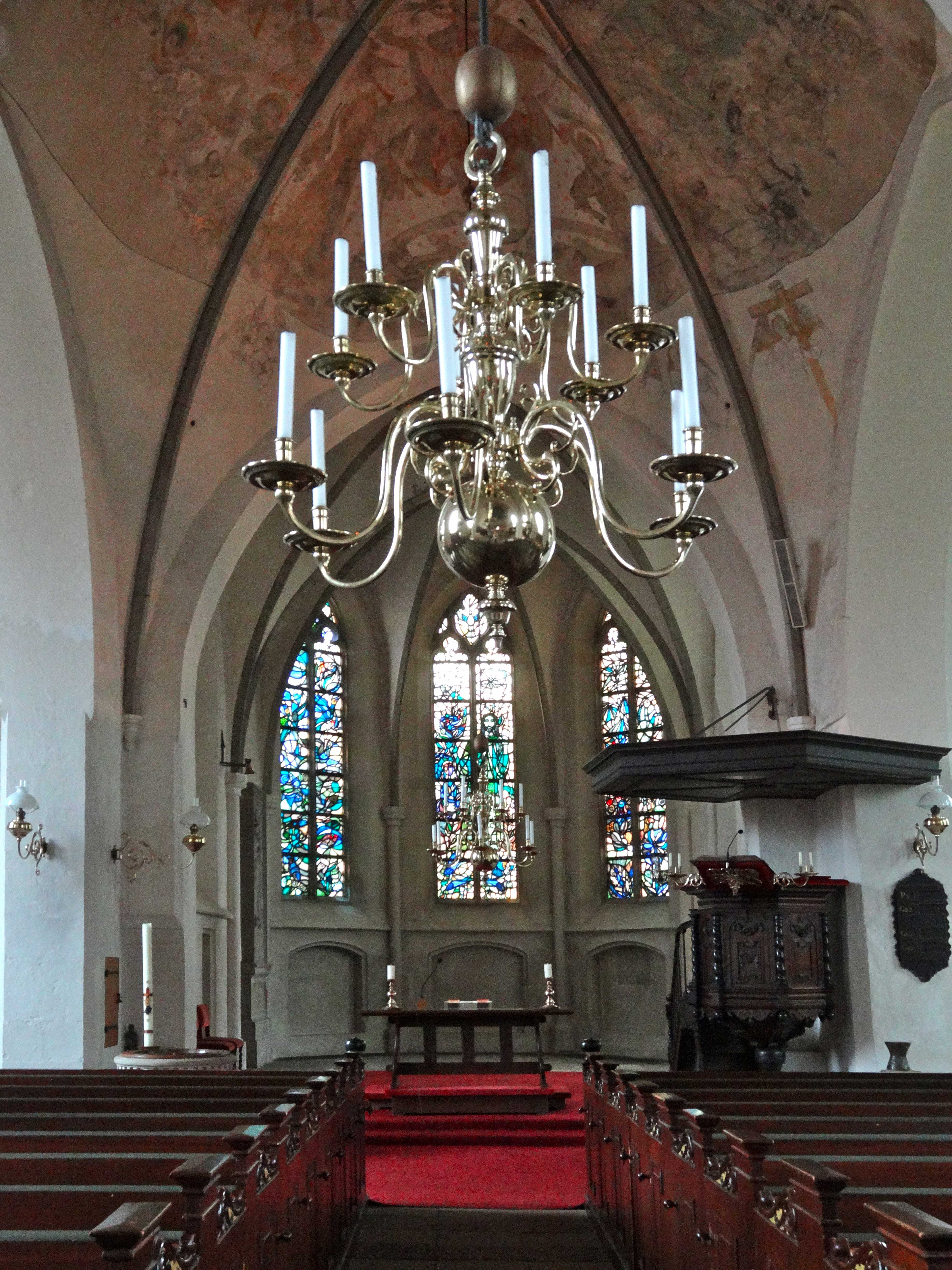
Zicht op het koor met de gebrandschilderde ramen door Kees Andrea
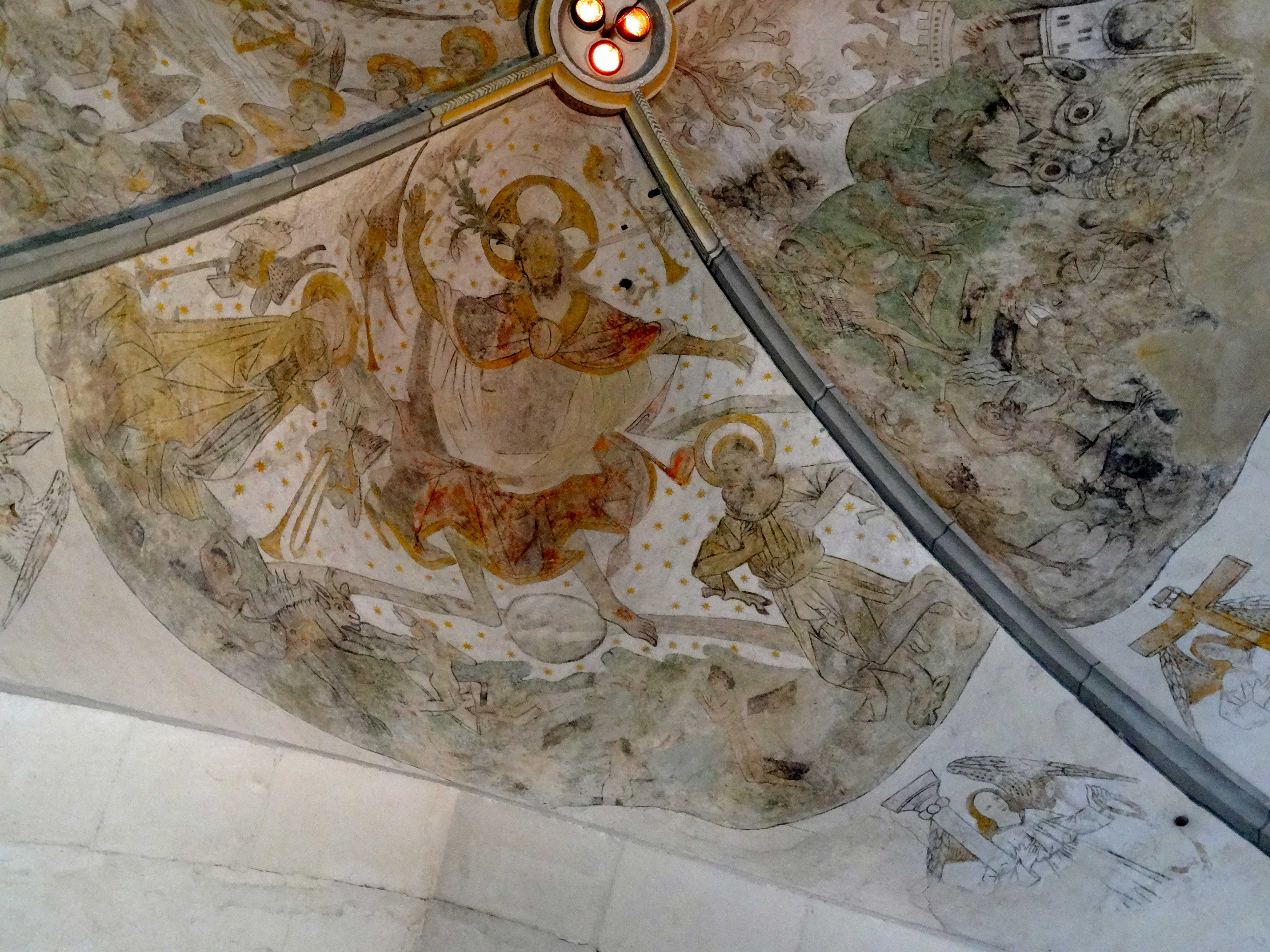
Het laatste oordeel (15e-eeuwse fresco op het middengewelf)
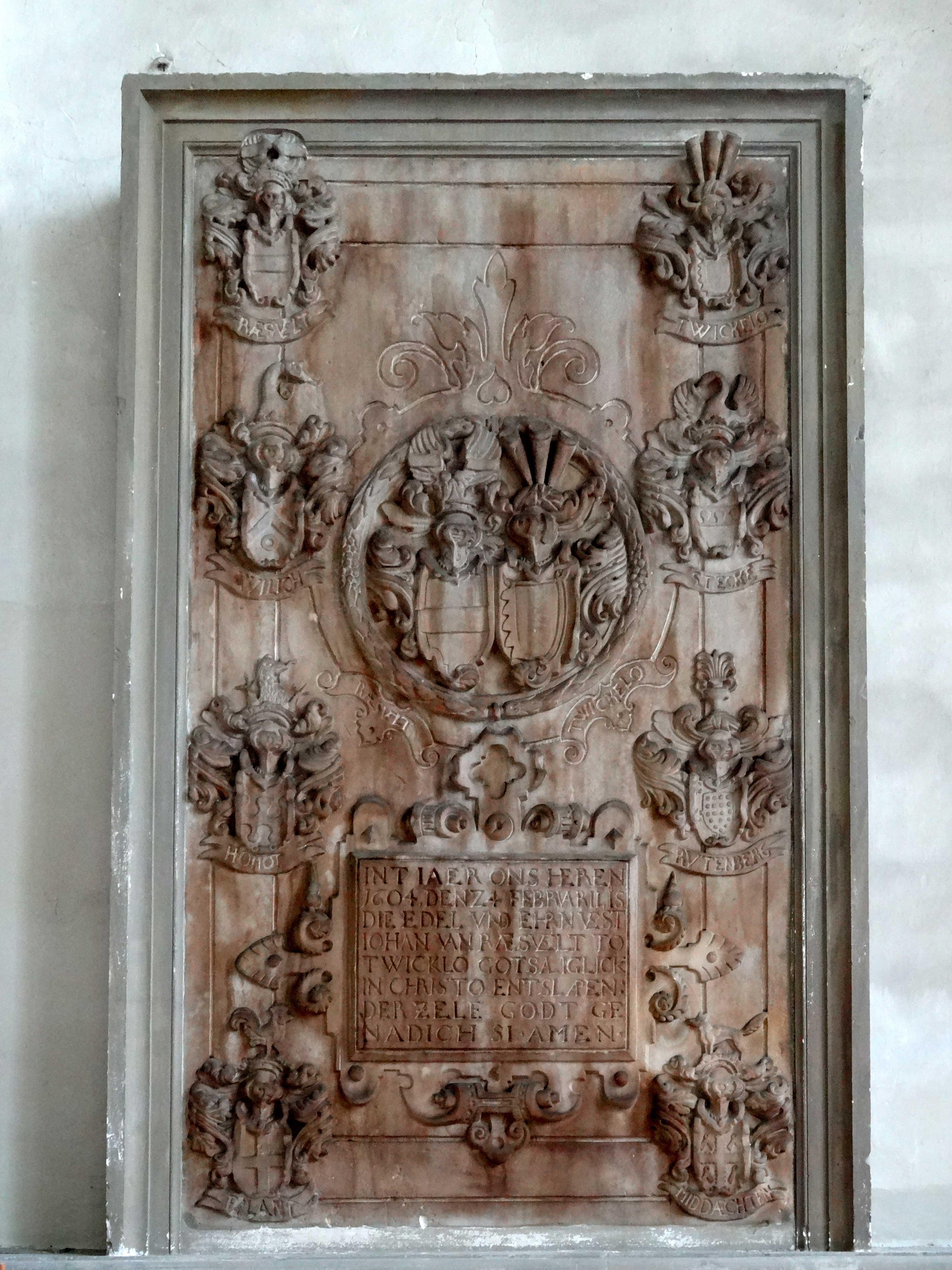
Epitaaf uit 1604 van Johan van Raesfelt tot Twickelo, met daarop de wapens van zijn voorouders
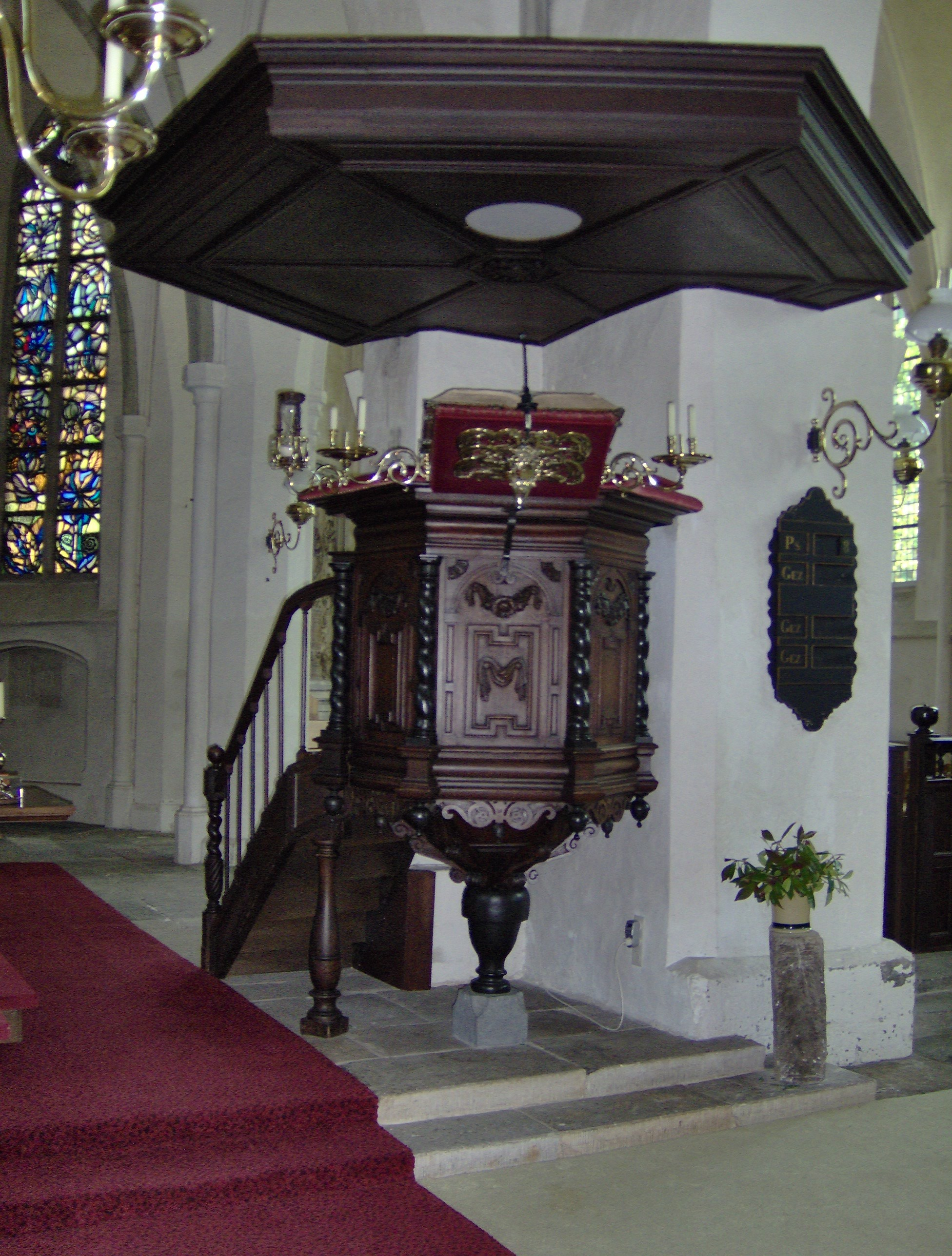
Kansel
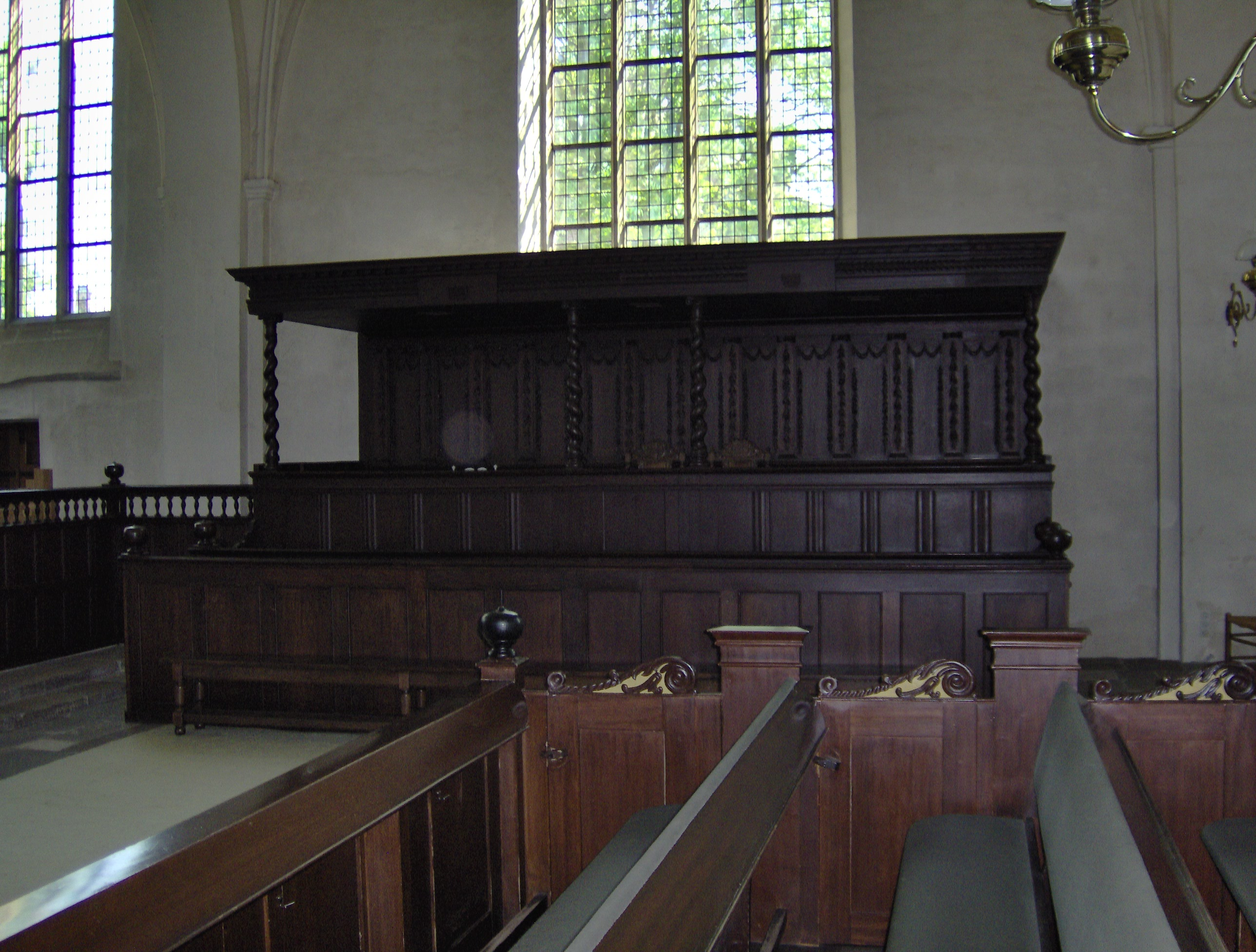
De Twickelbank, waar de bewoners van Twickel de dienst volgden.
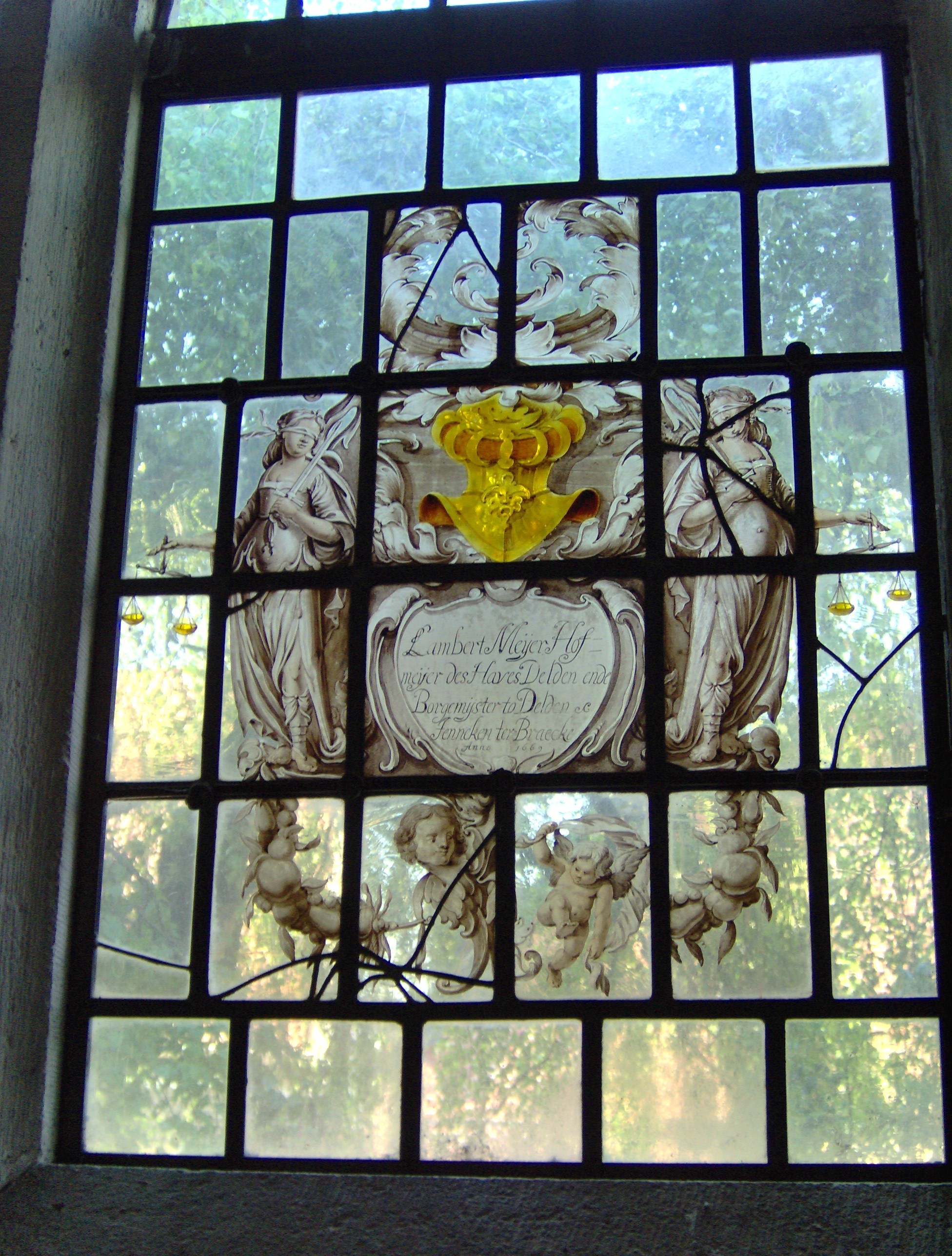
Brandschildering, vermoedelijk ter gelegenheid van het huwelijk van hofmeier en burgemeester Lambert Meijer en Jenneken ter Braecke in 1669.